# Угандийский научно-исследовательский институт вирусов
Угандийский научно-исследовательский институт вирусов (англ. Uganda Virus Research Institute, UVRI) — это медицинский исследовательский институт, принадлежащий правительству Уганды. Институт проводит исследования инфекционных заболеваний у человека и животных, уделяя особое внимание инфекциям, передающимся вирусами. UVRI является компонентом Национальной организации медицинских исследований Уганды (англ. Uganda National Health Research Organization, UNHRO), головной организации, занимающейся исследованиями в области здравоохранения в Уганде.

## Расположение
Институт расположен по адресу 51-59 Nakiwogo Road, в Энтеббе, Уганда, примерно в 36 километрах к югу от Кампалы, столицы и крупнейшего города Уганды.

## История
Институт учреждён в 1936 году как «Научно-исследовательский институт желтой лихорадки» (англ. Yellow Fever Research Institute) Фондом Рокфеллера. В 1947 году ученые, исследующие желтую лихорадку, поместили макаку-резус в клетку в лесу Зика. У обезьяны поднялась температура, и исследователи выделили из её сыворотки инфекционный агент, который впервые был описан как вирус Зика в 1952 году. Другие заслуживающие внимания арбовирусы, обнаруженные в институте, включают вирус Чикунгунья, вирус Западного Нила, вирус Бвамба, вирус леса Семлики, вирус О'Нён'Нёнг и вирус Кадам.
В 1950 году, получив региональное признание, институт был переименован в «Восточноафриканский научно-исследовательский институт вирусов» (англ. East African Virus Research Institute). Под эгидой которого были опубликованы многие из его достижений. В 1977 году институт был реорганизован под нынешним названием.
После распада Восточноафриканского сообщества в 1977 году институт стал государственным научно-исследовательским учреждением общественного здравоохранения Уганды и был переименован в «Угандийский научно-исследовательский институт вирусов». Правительство Уганды управляет и финансирует институт через Национальную научно-исследовательскую организацию здравоохранения Уганды (англ. Uganda National Health Research Organization), которая является головным исследовательским органом в рамках Министерства здравоохранения Уганды.

## Миссия
Миссией института является проведение научных исследований в области инфекционных заболеваний, особенно вирусных заболеваний, имеющих значение для общественного здравоохранения, а также консультирование правительства по стратегиям контроля и профилактики. 
Институт играет большую роль в координации и проведении клинических исследований, связанных с вирусологией, внутри страны, в клинических испытаниях вакцины против ВИЧ на людях. Справочная лаборатория по вопросам ВИЧ/СПИДа и контроля качества в составе института играет важную роль в выработке рекомендаций по государственной политике Национальному управлению по контролю за продуктами и лекарствами в отношении доступа и использования новых лекарств и медицинских технологий. У института имеется полевая станция в лесу Зика недалеко от Энтеббе. 

## Структура
Институт разделен на следующие отделы и подразделения.

#### Отделы
(1) Канцелярия директора (руководителя программ и партнерств). Директор отвечает за руководство исследовательским сообществом, подчиняется непосредственно Консультативному совету института. (2) Канцелярия заместителя директора отвечает за координацию всех исследований, проводимых научными отделами института и замещает директора по мере необходимости. 
(3) Отдел финансов и управления отвечает за администрацию, бухгалтерский учет, расчет заработной платы, транспорт, безопасность, управление человеческими ресурсами, логистику, юридические вопросы, хранение и программы информирования общественности. 
(4) Отдел экологии и зоологии проводит исследования животных и насекомых-переносчиков возбудителей заболеваний у человека. К ним относятся обезьяны, грызуны, клещи, летучие мыши и другие.
(5) Отдел общей вирусологии проводит комплексные исследования на молекулярном и клеточном уровне различных вирусных заболеваний, связанные с вирусами, вызывающими рак человека, включая HHV8, HPV16, HPV18, вирус Эпштейна-Барра и другие. 
(6) Отдел энтомологии и биологии переносчиков специализируется на изучении насекомых-переносчиков арбовирусных инфекций, а также изучении других членистоногих, связанных с другими заболеваниями, имеющими значение для общественного здравоохранения, такими как переносчики малярии. 
(7) Отдел иммунологии специализируется на комплексном изучении того, как организм человека защищает себя от инфекции. Отдел специализируется на двух областях: (а) изучение клеточного и гуморального иммунитета и (б) практика диагностики и наблюдения за вирусными и трансмиссивными болезнями. 
(8) Отдел арбовирусологии служит национальным и международным справочным центром полевых и лабораторных исследований, а также исследований по оказанию эпидемической помощи в отношении трансмиссивных вирусных инфекций и их переносчиков из членистоногих. 
(9) Отдел планирования и сбора средств отвечает за составление годовых и пятилетних планов и программ институционального финансирования, координирует национальное финансирование с донорским финансированием международных партнеров и донорских агентств, осуществляет активное лоббирование и сбор средств как на национальном, так и на международном уровне.

#### Специализированные подразделения
К специализированным подразделениям относятся следующие.
(1) Подразделение эпидемиологии отвечает за расследование эпидемических вспышек, особенно в области ВИЧ/СПИДа, заболеваний, передающихся половым путем, малярии и острых вирусных вспышек, обеспечивает статистическую и эпидемиологическую поддержку всего института. 
(2) Подразделение иммунизируемых заболеваний осуществляет надзор и исследования болезней, которые можно предотвратить с помощью вакцин, выполняет функции региональной справочной лаборатории по кори Всемирной организации здравоохранения. 
(3) Подразделение клинических исследований проводит прикладные исследования вирусных инфекционных заболеваний, предлагает базовые клинические услуги персоналу и ближайшим членам семьи в медицинском центре, находящемся под контролем Больницы общего профиля Энтеббе. 
(4) Подразделение обеспечения качества отвечает за установление стандартов, мониторинг и оценку клинических и операционных исследований. Ему поручено разрабатывать и анализировать процедуры обеспечения качества и проверки. 
(5) Подразделение внутреннего аудита в силу своего конституционного мандата и прямой связи с Управлением генерального аудитора подчиняется непосредственно директору института. 
(6) Подразделение информационных технологий и корпоративных отношений отвечает за сбор, сопоставление и распространение информации таким образом, чтобы способствовать этике, специфичности, профессионализму и своевременности, чтобы способствовать эффективному и полезному использованию этой информации. 
(7) Подразделение международных отношений и обучения отвечает за обучение и наращивание потенциала сотрудников института, организует и координирует национальное, региональное и международное участие института в вопросах, связанных с медицинскими исследованиями, взаимодействует с правительствами, партнерами по развитию, общественными организациями и международными благотворительными организациями по научным и техническим вопросам, связанным со здравоохранением и финансированием науки, обучением и борьбой с болезнями.